# Alara Turan
Alara Turan (* 14. September 1995 in Istanbul) ist eine türkische Schauspielerin.

## Leben und Karriere
Turan wurde am 14. September 1995 in Istanbul geboren. Sie studierte an der Mimar Sinan Üniversitesi. Ihr Debüt gab sie 2019 in der Fernsehserie Kardeş Çocukları. 2020 spielte sie in Çukur mit. Zwischen 2020 und 2021 bekam sie die Hauptrolle in Payitaht Abdülhamid. 2021 trat Turan in der Serie Evlilik Hakkında Her Şey auf.

## Filmografie
Serien
- 2019: Kardeş Çocukları
- 2020: Çukur
- 2020–2021: Payitaht Abdülhamid
- 2021–2022: Evlilik Hakkında Her Şey